# Colette Brosset
Colette Brosset (21 de febrero de 1922 – 1 de marzo de 2007) fue una actriz teatral y cinematográfica, y también bailarina, de nacionalidad francesa.

## Biografía
Nacida en París, Francia, su verdadero nombre era Colette Marie Claudette Brossé. Hija de Daniel Léon Michel Brossé y de Marcelle Marie Marthe Jambu, Brosset fue fundadora de la troupe de artistas Les Branquignols junto a su esposo, el actor y director Robert Dhéry.
Gracias a ello Colette Brosset compartió cartel con compañeros de futuro prestigio, tales como Louis de Funès, Jean Lefebvre, Jean Carmet, Jacqueline Maillan, Pierre Tornade, Francis Blanche, Micheline Dax o Michel Serrault, con los cuales participó activamente en diversas producciones teatrales, radiofónicas y cinematográficas.
Sus mayores éxitos llegaron en el cine, acompañada por su marido, en películas como Branquignol (1949), Vos gueules, les mouettes ! (1974), La Belle Américaine (1961) o Allez France ! (1964).
La Grande Vadrouille (1966) coronó su carrera, y al siguiente año participó en el guion de Le Petit Baigneur, un film de Robert Dhéry.
Además de actriz, fue bailarina clásica y coreógrafa. Como tal trabajó en el film Le Grand Restaurant, de Jacques Besnard (1966), con Louis de Funès y Bernard Blier y en Ah ! les belles bacchantes, de Jean Loubignac.
Definitivamente olvidada a fines de los años 1970, subió por última vez a las tablas en 2004, poco tiempo antes del fallecimiento de su esposo.
Colette Brosset falleció en 2007 en París, Francia, a los 85 años de edad. Fue enterrada en el Cementerio de Héry, junto a su marido, Robert Dhéry. El matrimonio tenía una hija, Catherine Mathelin-Vanier, dedicada al psicoanálisis.

## Teatro
- 1942: Père, de Édouard Bourdet, Teatro de la Michodière
- 1948: Les Branquignols, letra de Francis Blanche y música de Gérard Calvi, Teatro La Bruyère
- 1951: Du-Gu-Du, espectáculo de los Branquignols en el Teatro La Bruyère, texto de André Frédérique, música de Gérard Calvi
- 1952: Bouboute et Sélection, de Robert Dhéry, escenografía de Robert Dhéry, Teatro Vernet
- 1953: Ah! les belles bacchantes, de Robert Dhéry, Francis Blanche y Gérard Calvi, escenografía de Robert Dhéry, Teatro Daunou
- 1955: ¿Quiere usted jugar con mí?, de Marcel Achard, escenografía de André Villiers, Teatro en Rond
- 1957: Pommes à l'anglaise, de Robert Dhéry y Colette Brosset, música de Gérard Calvi, Teatro de Paris
- 1962: La Grosse Valse, de Robert Dhéry, escenografía del autor, Théâtre des Variétés
- 1964: Machin-Chouette, de Marcel Achard, escenografía de Jean Meyer, Teatro Antoine
- 1969: Trois Hommes sur un cheval, de Marcel Moussy, a partir de John Cecil Holm y George Abbott, escenografía de Pierre Mondy, Teatro Antoine
- 1972: Les Branquignols, de Robert Dhéry, escenografía del autor, Teatro La Bruyère
- 1974: Les Branquignols, de Robert Dhéry, escenografía del autor, Teatro Montansier
- 1974: Le Petit Fils du Cheik, Robert Dhéry y Colette Brosset escenografía de los autores, Théâtre des Bouffes-Parisiens
- 1975: Les Branquignols, de Robert Dhéry, Teatro La Bruyère
- 1976: Monsieur chasse !, de Georges Feydeau, escenografía de Robert Dhéry, Teatro de l'Atelier
- 1976: L'avenir est dans les œufs, de Eugène Ionesco, escenografía de Lucian Pintilie, Théâtre de la Ville
- 1977: Jacques ou la Soumission, de Eugène Ionesco, escenografía de Lucian Pintilie, Théâtre de la Ville
- 1982: Noises Off, de Michael Frayn, escenografía de Robert Dhéry, Théâtre des Bouffes-Parisiens
- 1986: La Mienne s'appelait Régine, de Pierre Rey, escenografía de Armand Delcampe, Teatro de l'Œuvre

## Filmografía
- 1937: Un coup de rouge, de Gaston Roudès
- 1939: Thérèse Martin, de Maurice de Canonge
- 1946: Étoile sans lumière, de Marcel Blistène
- 1946: Master Love, de Robert Péguy
- 1947: En êtes-vous bien sûr?, de Jacques Houssin
- 1948: Les Aventures des Pieds-Nickelés, de Marcel Aboulker
- 1949: Je n'aime que toi, de Pierre Montazel
- 1949: Branquignol, de Robert Dhéry
- 1951: Bertrand cœur de lion, de Robert Dhéry
- 1952: L'amour n'est pas un péché, de Claude Cariven
- 1954: Ah ! les belles bacchantes, de Jean Loubignac (también coreografía)
- 1961: La Belle Américaine, de Robert Dhéry
- 1964: Allez France !, de Robert Dhéry (también guion)
- 1965: La Communale, de Jean L'Hôte
- 1966: La gran juerga, de Gérard Oury
- 1967: Le Petit Baigneur, de Robert Dhéry (también guion)
- 1970: Trois hommes sur un cheval, de Marcel Moussy
- 1971: La Coqueluche, de Christian-Paul Arrighi
- 1974: Vos gueules, les mouettes !, de Robert Dhéry (también guion)
- 1979: La Gueule de l'autre, de Pierre Tchernia
- 1987: Qui c'est ce garçon?, de Nadine Trintignant (TV)
- 1988: Le Manteau de St. Martin, de Gilles Béhat (TV)

## Coreógrafa
- 1972: Le Plaisir conjugal, de Albert Husson, escenografía de Robert Manuel, Teatro de la Madeleine